# Латремуй, Шарль-Бельжик-Олланд де
Шарль-Бельжик-Олланд де Латремуй (Шарль III) (фр. Charles-Belgique-Hollande de La Trémoille (Charles III); май 1655, Гаага — 1 июня 1709, Париж), герцог де Туар — французский придворный.

## Биография
Сын Анри-Шарля де Латремуя, принца Тарентского, и Амалии Гессен-Кассельской.
Пэр Франции, принц Тарентский, граф де Лаваль, Монфор и Бенон.
Был крещен 18 июля 1655 в Гааге,  восприемниками при крещении были посол короля Швеции барон Спар и Генеральные штаты Нидерландов, давшие принцу имя Carolus Belgicus Holandus («Карл Бельгийский Голландский»).
Вернувшись во Францию, 12 октября 1670 перешел в католицизм.
В 1674 году наследовал деду Анри де Латремую, как герцог де Туар и губернатор Витре.
Слабое здоровье вынудило его отказаться от военной службы. В наследство от своего тестя принца де Пуа получил должность первого дворянина Палаты короля и занял видное положение при дворе Людовика XIV.
Был активным участником процесса 1694 года в Парламенте против маршала Люксембурга, пытавшегося доказать свое старшинство перед другими пэрами, и одним из инициаторов процессов 1695—1696 годов против его сына Шарля-Франсуа-Фредерика, которого лишили незаконно присвоенного звания первого барона Франции и пытались лишить пэрства.
Во время Нимвегенского и Рисвикского конгрессов заявлял претензии на неаполитанскую корону, имевшие основанием брак его предка Франсуа де Латремуя с Анной де Лаваль (1521), дочерью Ги де Лаваля и Шарлотты Арагонской, княгини Тарентской, эвентуальной наследницы короны Неаполя.
31 декабря 1688 был пожалован в рыцари орденов короля.

## Семья
Жена (контракт 3.04.1675): Мадлен де Креки (ок. 1662—12.08.1707), единственная дочь и наследница герцога Шарля де Креки, принца де Пуа, и Арманды де Сен-Желе де Лансак
Дети:
- Мари-Арманда-Виктуар (1677—5.03.1717). Муж (1.02.1696): Эмманюэль-Теодоз де Латур-д'Овернь (1668—1730), герцог де Буйон, великий камергер Франции
- Шарль-Луи-Бретань (15.03.1683—9.10.1719), герцог де Туар. Жена (13.04.1706): Мари-Мадлен Мотье де Лафайет (10.09.1691—6.07.1717), дочь маркиза Рене-Армана Мотье де Лафайета и Мари-Мадлен де Марийяк